# 鲁维亚莱斯
鲁维亚莱斯，是西班牙阿拉贡自治区特鲁埃尔省的一个市镇。总面积27平方公里，总人口53人（2001年），人口密度2人/平方公里。